# Antikrist (knjiga)
Antikrist: prekletstvo nad krščanstvo (nemško Der Antichrist. Fluch auf das Christentum) je filozofsko delo nemškega razsvetljenskega filozofa Friedricha Nietzscheja objavljeno leta 1895, čeprav je bilo napisano leta 1888. Antikrist je brez dvoma najpomembnejše Nietzschejevo delo zadnjega obdobja.
V tem delu Nietzsche močno kritizira in napade krščanstvo ter predvsem Rimskokatoliško cerkev, ki sta po njegovem mnenju katastrofi Evrope in sveta.